# بز (فیلم ۲۰۱۶)
«بز» (انگلیسی: Goat) یک فیلم درام آمریکایی محصول سال ۲۰۱۶ به کارگردانی اندرو نیل و نویسندگی دیوید گوردون گرین و مایک رابرتز است. فیلمنامه بر اساس کتاب بز: خاطرات اثر براد لند است. بن سچنتزر، نیک جوناس، گاس هالپر، دنیل فلاهرتی، جیک پیکینگ، ویرجینیا گاردنر و جیمز فرانکو در این فیلم ایفای نقش می‌کنند. این فیلم اولین نمایش جهانی خود را در جشنواره فیلم ساندنس در ۲۲ ژانویه ۲۰۱۶ انجام داد. این فیلم در ۲۳ سپتامبر ۲۰۱۶ توسط فیلم آرکید و سرگرمی خانگی پارامونت با اکران محدود در سینما و پخش ویدیو در همان روز منتشر شد.

## داستان
یک جوان ۱۹ ساله که از یک حمله وحشتناک متحمل می‌شود، به همراه برادرش در کالج ثبت نام می‌کند و تعهد برادری مشابهی می‌دهد. اتفاقی که در آنجا به نام «برادری» رخ می‌دهد، او و وفاداری‌اش را به برادرش به شیوه‌های وحشیانه‌ای آزمایش می‌کند.

## ساخت
فیلمبرداری در ۴ می ۲۰۱۵ در فینی‌تاون، اوهایو، حومه کوچکی در خارج از سینسیناتی، اوهایو آغاز شد.

## بازخوردها
- در جمع‌آوری نقد راتن تومیتوز، این فیلم با میانگین امتیاز ۶٫۵ از ۱۰ بر اساس رای ۷۶ نقد منتقد، دارای ۷۹ درصد تاییدیه است.[۸]
- در متاکریتیک، این فیلم بر اساس رای ۲۵ منتقد، امتیاز ۶۴ از ۱۰۰ را کسب کرده است که نشان‌دهنده «نقدهای عموماً مطلوب» است.[۹]